# Luján (município)
Luján é um partido (município) da província de Buenos Aires, na Argentina, tendo uma população de cerca de 94 mil habitantes. Possuía, de acordo com estimativa de 2019, 118.593 habitantes.